# BMP7
BMP7 (англ. Bone morphogenetic protein 7) – білок, який кодується однойменним геном, розташованим у людей на короткому плечі 20-ї хромосоми. Довжина поліпептидного ланцюга білка становить 431 амінокислот, а молекулярна маса — 49 313.
| 10         |  | 20         |  | 30         |  | 40         |  | 50         |
| ---------- |  | ---------- |  | ---------- |  | ---------- |  | ---------- |
| MHVRSLRAAA |  | PHSFVALWAP |  | LFLLRSALAD |  | FSLDNEVHSS |  | FIHRRLRSQE |
| RREMQREILS |  | ILGLPHRPRP |  | HLQGKHNSAP |  | MFMLDLYNAM |  | AVEEGGGPGG |
| QGFSYPYKAV |  | FSTQGPPLAS |  | LQDSHFLTDA |  | DMVMSFVNLV |  | EHDKEFFHPR |
| YHHREFRFDL |  | SKIPEGEAVT |  | AAEFRIYKDY |  | IRERFDNETF |  | RISVYQVLQE |
| HLGRESDLFL |  | LDSRTLWASE |  | EGWLVFDITA |  | TSNHWVVNPR |  | HNLGLQLSVE |
| TLDGQSINPK |  | LAGLIGRHGP |  | QNKQPFMVAF |  | FKATEVHFRS |  | IRSTGSKQRS |
| QNRSKTPKNQ |  | EALRMANVAE |  | NSSSDQRQAC |  | KKHELYVSFR |  | DLGWQDWIIA |
| PEGYAAYYCE |  | GECAFPLNSY |  | MNATNHAIVQ |  | TLVHFINPET |  | VPKPCCAPTQ |
| LNAISVLYFD |  | DSSNVILKKY |  | RNMVVRACGC |  | H          |  |            |

A: Аланін

C: Цистеїн

D: Аспарагінова кислота

E: Глутамінова кислота

F: Фенілаланін

G: Гліцин

H: Гістидин

I: Ізолейцин

K: Лізин

L: Лейцин

M: Метіонін

N: Аспарагін

P: Пролін

Q: Глутамін

R: Аргінін

S: Серин

T: Треонін

V: Валін

W: Триптофан

Кодований геном білок за функціями належить до цитокінів, факторів росту, білків розвитку. 
Задіяний у таких біологічних процесах, як остеогенез, диференціація клітин. 
Секретований назовні.